# Aeroportul Molde
Aeroportul Molde (IATA: MOL, ICAO: ENML) este un aeroport din Comuna Molde, Provincie a Norvegiei (fylke), Norvegia ce deservește zona Comuna Molde. Aeroportul a fost tranzitat în 2022 de 352.047 de pasageri. A fost deschis în 1972 și numit după zona deservită.
Situat la o altitudine de 3 m, aeroportul dispune de 1 pistă. Este operat de Avinor⁠(d).

## Infrastructură

### Piste
Aeroportul dispune de o singură pistă. Pista are orientarea 07/25.